# Championnat du Danemark masculin de handball 2020-2021
Navigation
HTH Herreligaen 2019-2020 HTH Herreligaen 2021-2022
Le Championnat du Danemark masculin de handball 2020-2021 est la 85e édition de cette Championnat du Danemark masculin de handball.
Trois jours après sa finale en Ligue des champions, le Aalborg Håndbold remporte le troisième et dernier match de la finale du championnat contre Bjerringbro-Silkeborg et remporte ainsi un troisième championnat consécutif.
En bas de tableau, la situation est plus confuse en raison de la banqueroute du Aarhus Håndbold qui fusionne avec le Skanderborg Håndbold pour évoluer la saison suivante sous le nom de Skanderborg Aarhus Håndbold. Après appel, aucune équipe n'est reléguée alors que deux clubs sont promus. La saison 2021-2022 se déroulera donc avec quinze équipes.

## Présentation

### Modalités
Lors du Grundspil, les quatorze meilleurs clubs du Danemark s'affrontent en matchs aller-retour du 1er septembre 2020 au 4 avril 2021. Après cette phase régulière, le dernier est relégué. Le premier et le deuxième de cette phase sont, a minima, qualifiés pour la Ligue européenne.
Les huit premières équipes prennent part au Slutspil, réparties dans deux poules de quatre équipes : 1er, 4e, 5e et 8e dans la poule 1 et 2e, 3e, 6e et 7e dans la poule 2. Le 1er et le 2e entament cette phase avec deux points ; le 3e et le 4e ont un point bonus. Au sein de chaque poule du Slutspil, les quatre équipes s'affrontent en matchs aller-retour. Les deux premiers de chaque poule se qualifient pour des demi-finales croisées jouées sur une série de trois matchs avec une spécificité : le match nul est possible. Si après deux matchs, les deux équipes ont gagné un match ou ont fait deux matchs nuls, un troisième match est joué. Les finales pour le titre et la troisième place sont jouées selon le même format. L'hôte du premier match et de l'éventuel match d'appui est le premier de poule pour le demi-finale et l'équipe la mieux classée lors du Grundspil pour les finales.
Les équipes classées 9e à 13e participent pour leur part au Kvalifikationsspil. Les équipes 9e et 10e reçoivent deux points bonus. Les 11e et 12e en ont un. Toutes les équipes s'affrontent une fois, chaque équipe accueillant deux rencontres. Après les cinq journées, la dernière équipe du Kvalifikationsspil affronte lors du Opspil l'équipe qui a remporté le Opspil de 1. Division (2e contre 3e) selon les mêmes modalités que les demi-finales et finales. Le vainqueur est qualifié pour l'édition suivante du championnat du Danemark ; le perdant joue en 2e division.

### Participants
| \| GOG Aalborg Holstebro Bjerringbro-Silkeborg SønderjyskE Skanderborg Skjern Kolding Fredericia Mors-Thy Ribe-Esbjerg Lemvig-Thyborøn Ringsted Aarhus \| Localisation des clubs engagés dans le championnat. |
| GOG Aalborg Holstebro Bjerringbro-Silkeborg SønderjyskE Skanderborg Skjern Kolding Fredericia Mors-Thy Ribe-Esbjerg Lemvig-Thyborøn Ringsted Aarhus                                                           |

À l'arrêt des compétitions en mars 2020, 24 des 26 journées du Grundspil avait déjà eu lieu et le classement est entériné. Le dernier, Nordsjælland Håndbold, est donc remplacé par le TMS Ringsted, champion de deuxième division.
| Club                     | Rang 2019-2020 | Salle principale                               | Capacité | Région          |
| ------------------------ | -------------- | ---------------------------------------------- | -------- | --------------- |
| Aalborg Håndbold         | 1er            | Jutlander Bank Arena, Aalborg                  | 5 020    | Jutland du Nord |
| GOG Håndbold             | 2e             | Phønix Tag Arena, Gudme                        | 2 265    | Danemark du Sud |
| Team Tvis Holstebro      | 3e             | Gråkjær Arena, Holstebro                       | 3 250    | Jutland central |
| Bjerringbro-Silkeborg    | 4e             | Jysk Arena, Silkeborg                          | 2 600    | Jutland central |
| Skjern Håndbold          | 5e             | Skjern Bank Arena, Skjern                      | 3 264    | Jutland central |
| Skanderborg Håndbold     | 6e             | Fælledhallen (da), Skanderborg                 | 2 000    | Jutland central |
| Ribe-Esbjerg HH          | 7e             | Blue Water Dokken (en), Esbjerg                | 2 549    | Danemark du Sud |
| Mors-Thy Håndbold        | 8e             | Sparekassen Thy Arena Mors (en), Nykøbing Mors | 2 376    | Jutland du Nord |
| SønderjyskE Håndbold     | 9e             | Broager Sparekasse Skansen (en), Sønderborg    | 2 200    | Danemark du Sud |
| Aarhus Håndbold          | 10e            | Ceres Arena, Aarhus                            | 5 001    | Jutland central |
| Fredericia HK            | 11e            | Fredericia Idrætscenter (en), Fredericia       | 2 225    | Danemark du Sud |
| Kolding IF Håndbold      | 12e            | Sydbank Arena, Kolding                         | 2 650    | Danemark du Sud |
| Lemvig-Thyborøn Håndbold | 13e            | Arena Vestjylland Forsikring (en), Lemvig      | 1 400    | Jutland central |
| TMS Ringsted             | 1er D2         | Ringsted-Hallen, Ringsted                      | 1 600    | Sjælland        |

## Grundspil

### Classement initial
|    | Équipe                   | Pts | J  | G  | N | P  | Bp  | Bc  | Diff | Dép      |
| -- | ------------------------ | --- | -- | -- | - | -- | --- | --- | ---- | -------- |
| 1  | GOG Håndbold             | 42  | 26 | 19 | 4 | 3  | 836 | 739 | 97   | -        |
| 2  | Aalborg Håndbold T       | 41  | 26 | 20 | 1 | 5  | 839 | 742 | 97   | -        |
| 3  | Team Tvis Holstebro      | 38  | 26 | 18 | 2 | 6  | 796 | 733 | 63   | -        |
| 4  | Bjerringbro-Silkeborg    | 35  | 26 | 17 | 1 | 8  | 719 | 644 | 75   | -        |
| 5  | SønderjyskE Håndbold     | 29  | 26 | 14 | 1 | 11 | 738 | 750 | -12  | 4 p.     |
| 6  | Skjern Håndbold          | 29  | 26 | 14 | 1 | 11 | 743 | 767 | -24  | 0 p.     |
| 7  | Skanderborg Håndbold     | 27  | 26 | 12 | 3 | 11 | 741 | 738 | 3    | -        |
| 8  | Kolding IF Håndbold      | 24  | 26 | 11 | 2 | 13 | 714 | 756 | -42  | -        |
| 9  | Ribe-Esbjerg HH          | 20  | 26 | 9  | 2 | 15 | 756 | 755 | 1    | 2 p., +6 |
| 10 | Fredericia HK            | 20  | 26 | 10 | 0 | 16 | 781 | 823 | -42  | 2 p., −6 |
| 11 | Mors-Thy Håndbold        | 19  | 26 | 9  | 1 | 16 | 711 | 729 | -18  | -        |
| 12 | Aarhus Håndbold          | 18  | 26 | 9  | 0 | 17 | 715 | 744 | -29  | -        |
| 13 | Lemvig-Thyborøn Håndbold | 11  | 26 | 5  | 1 | 20 | 676 | 761 | -85  | 4 p.     |
| 14 | TMS Ringsted P           | 11  | 26 | 5  | 1 | 20 | 654 | 738 | -84  | 0 p.     |

### Classement corrigé rétroactivement
|    | Équipe                   | Pts     | J       | G       | N       | P       | Bp      | Bc      | Diff    | Dép      |
| -- | ------------------------ | ------- | ------- | ------- | ------- | ------- | ------- | ------- | ------- | -------- |
| 1  | GOG Håndbold             | 38      | 24      | 17      | 4       | 3       | 776     | 693     | 83      | -        |
| 2  | Aalborg Håndbold T       | 37      | 24      | 18      | 1       | 5       | 773     | 689     | 84      | -        |
| 3  | Team Tvis Holstebro      | 34      | 24      | 16      | 2       | 6       | 733     | 680     | 53      | -        |
| 4  | Bjerringbro-Silkeborg    | 31      | 24      | 15      | 1       | 8       | 652     | 588     | 64      | -        |
| 5  | SønderjyskE Håndbold     | 27      | 24      | 13      | 1       | 10      | 685     | 692     | -7      | -        |
| 6  | Skanderborg Håndbold     | 25      | 24      | 11      | 3       | 10      | 690     | 685     | 5       | 2 p., +1 |
| 7  | Skjern Håndbold          | 25      | 24      | 12      | 1       | 11      | 687     | 717     | -30     | 2 p., −1 |
| 8  | Kolding IF Håndbold      | 22      | 24      | 10      | 2       | 12      | 658     | 696     | -38     | -        |
| 9  | Fredericia HK            | 18      | 24      | 9       | 0       | 15      | 720     | 756     | -36     | -        |
| 10 | Mors-Thy Håndbold        | 17      | 24      | 8       | 1       | 15      | 656     | 670     | -14     | -        |
| 11 | Ribe-Esbjerg HH          | 16      | 24      | 7       | 2       | 15      | 698     | 706     | -8      | -        |
| 12 | Lemvig-Thyborøn Håndbold | 11      | 24      | 5       | 1       | 18      | 629     | 706     | -77     | 4 p.     |
| 13 | TMS Ringsted P           | 11      | 24      | 5       | 1       | 18      | 603     | 682     | -79     | 0 p.     |
| 14 | Aarhus Håndbold          | Forfait | Forfait | Forfait | Forfait | Forfait | Forfait | Forfait | Forfait | Forfait  |

Slutspil
- Qualifié en Slutspil et en Ligue européenne
- Qualifié en Slutspil

Kvalifikationsspil
- Qualifié en Kvalifikationsspil

Relégation en 1. Division
- Relégué directement

Abréviations
- T : Tenant du titre 2020
- P : Promu de 1. Division
- C : Vainqueur de la Coupe du Danemark
- S : Vainqueur de la Supercoupe

### Résultats
| Résultats (dom.\ext.)                                      | GOG   | Aalb. | TTH   | Bjer. | Søn.  | Ska.  | Skje. | KIF   | Fred. | Mors  | Ribe  | Lem.  | Rins. | Aarh. |
| GOG Håndbold                                               |       | 32-35 | 30-35 | 34-33 | 35-27 | 35-35 | 30-25 | 32-21 | 37-30 | 36-30 | 33-25 | 35-28 | 28-22 | 29-21 |
| Aalborg Håndbold                                           | 33-33 |       | 34-30 | 31-34 | 37-31 | 29-26 | 32-29 | 40-27 | 34-29 | 28-26 | 29-31 | 24-20 | 39-24 | 40-31 |
| Team Tvis Holstebro                                        | 31-35 | 33-31 |       | 31-33 | 32-29 | 34-27 | 38-30 | 30-24 | 29-32 | 35-24 | 30-24 | 30-23 | 32-32 | 33-29 |
| Bjerringbro-Silkeborg                                      | 31-36 | 28-26 | 28-33 |       | 37-18 | 30-30 | 32-26 | 34-24 | 27-33 | 32-31 | 29-28 | 28-27 | 42-25 | 35-29 |
| SønderjyskE Håndbold                                       | 32-28 | 24-31 | 33-28 | 32-24 |       | 27-28 | 33-23 | 29-26 | 28-32 | 25-37 | 28-23 | 32-28 | 33-29 | 27-33 |
| Skanderborg Håndbold                                       | 28-29 | 33-29 | 30-27 | 25-33 | 32-31 |       | 27-29 | 25-29 | 30-32 | 27-24 | 29-27 | 27-29 | 29-25 | 30-25 |
| Skjern Håndbold                                            | 31-31 | 28-30 | 37-31 | 24-35 | 22-26 | 28-31 |       | 32-29 | 36-30 | 24-23 | 34-31 | 29-26 | 30-29 | 35-30 |
| Kolding IF Håndbold                                        | 27-36 | 32-39 | 32-32 | 29-32 | 31-29 | 21-30 | 26-27 |       | 31-22 | 28-27 | 35-33 | 31-31 | 25-30 | 32-27 |
| Fredericia HK                                              | 26-30 | 33-36 | 33-35 | 34-39 | 30-31 | 29-25 | 31-35 | 31-38 |       | 29-31 | 30-37 | 31-23 | 30-24 | 36-35 |
| Mors-Thy Håndbold                                          | 23-32 | 26-28 | 26-27 | 24-30 | 22-25 | 28-28 | 26-32 | 29-24 | 30-25 |       | 22-21 | 30-27 | 30-25 | 28-36 |
| Ribe-Esbjerg HH                                            | 28-28 | 30-35 | 32-37 | 22-27 | 26-26 | 29-34 | 36-23 | 30-31 | 31-32 | 30-27 |       | 31-22 | 30-32 | 27-24 |
| Lemvig-Thyborøn Håndbold                                   | 26-28 | 22-30 | 29-35 | 26-27 | 25-28 | 22-28 | 35-31 | 25-34 | 29-25 | 22-33 | 30-33 |       | 27-23 | 24-29 |
| TMS Ringsted                                               | 31-33 | 28-33 | 25-29 | 19-36 | 26-28 | 29-26 | 19-22 | 25-27 | 30-31 | 30-27 | 23-30 | 23-27 |       | 24-27 |
| Aarhus Håndbold                                            | 25-31 | 22-26 | 24-30 | 27-32 | 25-26 | 28-21 | 20-21 | 33-24 | 32-25 | 23-27 | 25-31 | 26-23 | 29-27 |       |
| - Victoire à domicile - Match nul - Victoire à l'extérieur |       |       |       |       |       |       |       |       |       |       |       |       |       |       |

Les résultats de Aahrus ne comptent pas dans le classement final.

## Slutspil
La correction a posteriori du classement avec l'exclusion d'Aahrus n'a que très peu d'effet sur cette phase. Seuls Skjern Håndbold et Skanderborg Håndbold auraient échangé leurs 6e et 7e place ce qui n'aurait pas changé la composition des poules, ni les bonification. L'ordre des matchs entre les deux équipes aurait dû être inversé et le départage aurait été différent.

### Poule 1
|   | Équipe                | Pts   | J | G | N | P | Bp  | Bc  | Diff | Dép   |  | Résultats (dom.\ext.) | GOG   | Bjer. | Søn.  | KIF   |
| - | --------------------- | ----- | - | - | - | - | --- | --- | ---- | ----- |  | --------------------- | ----- | ----- | ----- | ----- |
| 1 | GOG Håndbold          | 13 +2 | 6 | 5 | 1 | 0 | 211 | 181 | 30   | -     |  | GOG Håndbold          |       | 37-35 | 36-27 | 32-29 |
| 2 | Bjerringbro-Silkeborg | 6 +1  | 6 | 2 | 1 | 3 | 188 | 184 | 4    | 4e GS |  | Bjerringbro-Silkeborg | 34-34 |       | 27-29 | 37-29 |
| 3 | SønderjyskE Håndbold  | 6     | 6 | 3 | 0 | 3 | 184 | 188 | -4   | 5e GS |  | SønderjyskE Håndbold  | 28-36 | 32-28 |       | 39-29 |
| 4 | Kolding IF Håndbold   | 2     | 6 | 1 | 0 | 5 | 170 | 200 | -30  | -     |  | Kolding IF Håndbold   | 28-36 | 23-27 | 32-29 |       |

### Poule 2
|   | Équipe               | Pts   | J | G | N | P | Bp  | Bc  | Diff | Dép |  | Résultats (dom.\ext.) | TTH   | Aalb. | Skje. | Ska.  |
| - | -------------------- | ----- | - | - | - | - | --- | --- | ---- | --- |  | --------------------- | ----- | ----- | ----- | ----- |
| 1 | Team Tvis Holstebro  | 11 +1 | 6 | 5 | 0 | 1 | 201 | 182 | 19   | -   |  | Team Tvis Holstebro   |       | 26-30 | 34-32 | 34-29 |
| 2 | Aalborg Håndbold T   | 9 +2  | 6 | 3 | 1 | 2 | 195 | 182 | 13   | -   |  | Aalborg Håndbold T    | 36-38 |       | 41-32 | 34-28 |
| 3 | Skjern Håndbold      | 5     | 6 | 2 | 1 | 3 | 174 | 188 | -14  | -   |  | Skjern Håndbold       | 27-33 | 28-28 |       | 26-25 |
| 4 | Skanderborg Håndbold | 2     | 6 | 1 | 0 | 5 | 167 | 185 | -18  | -   |  | Skanderborg Håndbold  | 28-36 | 30-26 | 27-29 |       |

## Phase finale
|  | Demi-finales        | Demi-finales          | Demi-finales          | Demi-finales          |                               |                  | Finale | Finale | Finale | Finale |
|  |                     |                       |                       |                       |                               |                  |        |        |        |        |
|  |                     |                       |                       |                       |                               |                  |        |        |        |        |
|  | 1er p. 1            | GOG Håndbold          | 0                     | 0                     |                               |                  |        |        |        |        |
|  | 1er p. 1            | GOG Håndbold          | 0                     | 0                     |                               |                  |        |        |        |        |
|  | 2e p. 2             | Aalborg Håndbold      | 4                     | 4                     |                               |                  |        |        |        |        |
|  | 2e p. 2             | Aalborg Håndbold      | 4                     | 4                     | Aalborg Håndbold              | Aalborg Håndbold | 4      | 4      |        |        |
|  |                     |                       |                       |                       | Aalborg Håndbold              | Aalborg Håndbold | 4      | 4      |        |        |
|  |                     |                       | Bjerringbro-Silkeborg | Bjerringbro-Silkeborg | 2                             | 2                |        |        |        |        |
|  | 1er p. 2            | Team Tvis Holstebro   | Bjerringbro-Silkeborg | Bjerringbro-Silkeborg | 2                             | 2                | 1      | 1      |        |        |
|  | 1er p. 2            | Team Tvis Holstebro   |                       |                       |                               |                  |        | 1      |        |        |
|  | 2e p. 1             | Bjerringbro-Silkeborg | 3                     | 3                     |                               |                  |        |        |        |        |
|  | 2e p. 1             | Bjerringbro-Silkeborg | 3                     | 3                     | Match pour la troisième place |                  |        |        |        |        |
|  |                     |                       |                       |                       |                               |                  |        |        |        |        |
|  |                     |                       |                       |                       |                               |                  |        |        |        |        |
|  | GOG Håndbold        | GOG Håndbold          | 4                     | 4                     |                               |                  |        |        |        |        |
|  | GOG Håndbold        | GOG Håndbold          | 4                     | 4                     |                               |                  |        |        |        |        |
|  | Team Tvis Holstebro | Team Tvis Holstebro   | 2                     | 2                     |                               |                  |        |        |        |        |
|  | Team Tvis Holstebro | Team Tvis Holstebro   | 2                     | 2                     |                               |                  |        |        |        |        |

### Demi-finales
Vainqueur à Gudme du premier match, Aalborg confirme au retour et se qualifie pour la finale.
|   | Équipe           | Pts | J | G | N | P | Bp | Bc | Diff | Dép |  | Résultats (dom.\ext.) | Aalb. | GOG   | Aalb. |
| - | ---------------- | --- | - | - | - | - | -- | -- | ---- | --- |  | --------------------- | ----- | ----- | ----- |
| 1 | Aalborg Håndbold | 4   | 2 | 2 | 0 | 0 | 63 | 58 | 5    | -   |  | Aalborg Håndbold      |       | 33-30 |       |
| 2 | GOG Håndbold     | 0   | 2 | 0 | 0 | 2 | 58 | 63 | -5   | -   |  | GOG Håndbold          | 28-30 |       |       |

Bjerringbro-Silkeborg, longtemps en tête, doit se contenter d'un match nul chez le TTH mais il se qualifie pour la finale en gagnant nettement le match retour à domicile.
|   | Équipe                | Pts | J | G | N | P | Bp | Bc | Diff | Dép |  | Résultats (dom.\ext.) | Bjer. | TTH   | Bjer. |
| - | --------------------- | --- | - | - | - | - | -- | -- | ---- | --- |  | --------------------- | ----- | ----- | ----- |
| 1 | Bjerringbro-Silkeborg | 3   | 2 | 1 | 1 | 0 | 57 | 52 | 5    | -   |  | Bjerringbro-Silkeborg |       | 30-25 |       |
| 2 | Team Tvis Holstebro   | 1   | 2 | 0 | 1 | 1 | 52 | 57 | -5   | -   |  | Team Tvis Holstebro   | 27-27 |       |       |

### Finale
Grâce à son classement dans le Grundspil, Aalborg Håndbold joue le match aller à domicile et s'impose. Au retour, Bjerringbro-Silkeborg gagne d'un but. Tout se joue donc sur le match d'appui qu'Aalborg remporte nettement à domicile.
|   | Équipe                | Pts | J | G | N | P | Bp | Bc | Diff | Dép |  | Résultats (dom.\ext.) | Bjer. | Aalb. | Bjer. |
| - | --------------------- | --- | - | - | - | - | -- | -- | ---- | --- |  | --------------------- | ----- | ----- | ----- |
| 1 | Aalborg Håndbold      | 4   | 3 | 2 | 0 | 1 | 98 | 91 | 7    | -   |  | Aalborg Håndbold      | 37-34 |       | 32-27 |
| 2 | Bjerringbro-Silkeborg | 2   | 3 | 1 | 0 | 2 | 91 | 98 | -7   | -   |  | Bjerringbro-Silkeborg |       | 30-29 |       |

### Finale pour la3eplace
Le scénario est similaire dans la petite finale avec trois succès à domicile : d'abord le GOG nettement puis le TTH d'un but et le GOG à nouveau assez largement.
|   | Équipe              | Pts | J | G | N | P | Bp  | Bc  | Diff | Dép |  | Résultats (dom.\ext.) | TTH   | GOG   | TTH   |
| - | ------------------- | --- | - | - | - | - | --- | --- | ---- | --- |  | --------------------- | ----- | ----- | ----- |
| 1 | GOG Håndbold        | 4   | 3 | 2 | 0 | 0 | 104 | 96  | 8    | -   |  | GOG Håndbold          | 33-28 |       | 33-29 |
| 2 | Team Tvis Holstebro | 2   | 3 | 0 | 0 | 2 | 96  | 104 | -8   | -   |  | Team Tvis Holstebro   |       | 39-38 |       |

## Kvalifikationsspil
Le classement officiel est le suivant :
|   | Équipe                   | Pts | J | G | N | P | Bp | Bc  | Diff | Dép |  | Résultats (dom.\ext.)    | Mors  | Fred. | Ribe  | Lem.  |
| - | ------------------------ | --- | - | - | - | - | -- | --- | ---- | --- |  | ------------------------ | ----- | ----- | ----- | ----- |
| 1 | Mors-Thy Håndbold        | 5+1 | 3 | 2 | 0 | 1 | 98 | 94  | 4    | ?   |  | Mors-Thy Håndbold        |       |       | 21-27 |       |
| 2 | Fredericia HK            | 5+2 | 3 | 1 | 1 | 1 | 88 | 84  | 4    | ?   |  | Fredericia HK            | 33-39 |       |       | 30-30 |
| 3 | Ribe-Esbjerg HH          | 5+2 | 3 | 1 | 1 | 1 | 94 | 98  | -4   | ?   |  | Ribe-Esbjerg HH          |       | 29-31 |       | 32-32 |
| 4 | Lemvig-Thyborøn Håndbold | 2   | 3 | 0 | 2 | 1 | 96 | 100 | -4   | -   |  | Lemvig-Thyborøn Håndbold | 34-38 |       |       |       |

La correction a posteriori du classement avec l'exclusion d'Aahrus a complètement changé cette phase. Déjà, le TMS Ringsted aurait dû y prendre part à la place d'Aahrus qui n'a pas joué ses matchs. De plus, le Ribe-Esbjerg HH aurait dû n'avoir qu'un point bonus avec sa 11e place (et non deux), Mors-Thy Håndbold et Lemvig-Thyborøn Håndbold auraient tous deux avoir un point bonus supplémentaire (soit respectivement deux et un).
Le départage des trois équipes à égalité n'est pas cohérent avec le règlement de la compétition. Le classement devient cependant cohérent si on applique les bonifications corrigées :
|   | Équipe                   | Pts | J | G | N | P | Bp | Bc  | Diff |  | Résultats (dom.\ext.)    | Mors  | Fred. | Ribe  | Lem.  |
| - | ------------------------ | --- | - | - | - | - | -- | --- | ---- |  | ------------------------ | ----- | ----- | ----- | ----- |
| 1 | Mors-Thy Håndbold        | 6+2 | 3 | 2 | 0 | 1 | 98 | 94  | 4    |  | Mors-Thy Håndbold        |       |       | 21-27 |       |
| 2 | Fredericia HK            | 5+2 | 3 | 1 | 1 | 1 | 88 | 84  | 4    |  | Fredericia HK            | 33-39 |       |       | 30-30 |
| 3 | Ribe-Esbjerg HH          | 4+1 | 3 | 1 | 1 | 1 | 94 | 98  | -4   |  | Ribe-Esbjerg HH          |       | 29-31 |       | 32-32 |
| 4 | Lemvig-Thyborøn Håndbold | 3+1 | 3 | 0 | 2 | 1 | 96 | 100 | -4   |  | Lemvig-Thyborøn Håndbold | 34-38 |       |       |       |

## Opspil
Le barrage de 1. Division oppose le Skive fH, 2e derrière le Nordsjælland Håndbold qui remonte immédiatement dans l'élite, à l'Ajax Copenhague, 3e.
Le Skive fH remporte largement le premier match qu'il joue à domicile. Lors du deuxième match, l'Ajax Copenhague court après le score toute la deuxième période et parvient à égaliser mais pas à s'imposer.
|   | Équipe          | Pts | J | G | N | P | Bp | Bc | Diff | Dép |  | Résultats (dom.\ext.) | Ajax  | Skive | Ajax |
| - | --------------- | --- | - | - | - | - | -- | -- | ---- | --- |  | --------------------- | ----- | ----- | ---- |
| 1 | Skive fH        | 3   | 2 | 1 | 1 | 0 | 61 | 50 | 11   | -   |  | Skive fH              | 35-24 |       |      |
| 2 | Ajax Copenhague | 1   | 2 | 0 | 1 | 0 | 50 | 61 | -11  | -   |  | Ajax Copenhague       |       | 26-26 |      |

Le Skive fH est donc qualifé pour le barrage face au dernier du Kvalifikationsspil. Aarhus Håndbold ayant déclaré forfait, il n'y a pas de cinquième en Kvalifikationsspil et Skive est promu.

## Statistiques et récompenses

### Statistiques
Les meilleurs buteurs sont...

## Bilan de la saison
Le 13 avril 2021, après la fin de la saison régulière, Aarhus Håndbold classé 12e se déclare en faillite auprès de la fédération danoise. Il ne participe donc pas à la phase de maintien à laquelle son classement donnait droit et est donc classé dernier de cette phase. Vainqueur de l'Ajax Copenhague en play-offs de 1. Division, le Skive fH qui devait affronter le dernier de la phase de maintien est donc directement promu, à l'instar du Nordsjælland Håndbold, champion de cette même deuxième division.
Cependant, après appel, la fédération danoise donne raison au TMS Ringsted, classé dernier de la phase régulière et donc directement relégué, qui considère que le club d'Aarhus a tardé à informer la fédération de sa banqueroute. En effet, les premiers documents liés à la faillite sont datés du 31 mars 2021 soit avant la fin de la phase régulière. Aarhus Håndbold aurait ainsi dû être déclassé de la phase régulière — ce qui est fait rétrospectivement — et le club de Ringsted aurait dû participer à la phase de maintien. Ainsi, le TMS Ringsted est maintenu et l'édition 2021-2022 se dispute avec 15 équipes.
En parallèle à sa banqueroute, le Aarhus Håndbold a entamé des échanges avec le Skanderborg Håndbold qui ont abouti pour former le Skanderborg Aarhus Håndbold à compter de la saison 2021-2022. Les deux clubs ont été financièrement sanctionnés pour avoir commencé les échanges avant d'en informer la fédération.
| Tableau d'honneur de la saison 2020-2021 |                                                                      |                                                |
| Compétition                              | Vainqueur                                                            | Commentaire                                    |
| Championnat du Danemark                  | Aalborg Håndbold                                                     | 6e titre                                       |
| Coupe du Danemark                        | Mors-Thy Håndbold                                                    | 1er titre                                      |
| Supercoupe du Danemark                   | Aalborg Håndbold                                                     | 3e titre                                       |
| Bilan en coupes d'Europe 2020-2021       |                                                                      |                                                |
| Compétition                              | Qualifiés                                                            | Commentaire                                    |
| Ligue des champions                      | Aalborg Håndbold                                                     | Finale                                         |
| Ligue européenne                         | GOG Håndbold                                                         | Quart de finale                                |
| Ligue européenne                         | Team Tvis Holstebro                                                  | 2e tour qualificatif                           |
| Ligue européenne                         | Bjerringbro-Silkeborg                                                | 2e tour qualificatif                           |
| Ligue européenne                         | Skjern Håndbold                                                      | 2e tour qualificatif                           |
| Qualifications européennes 2021-2022     |                                                                      |                                                |
| Compétition                              | Qualifiés                                                            | Commentaire                                    |
| Ligue des champions                      | Aalborg Håndbold                                                     | Champion du Danemark                           |
| Ligue européenne                         | Mors-Thy Håndbold                                                    | Vainqueur de la Coupe du Danemark              |
| Ligue européenne                         | GOG Håndbold                                                         | Vainqueur de la phase régulière du championnat |
| Ligue européenne                         | Team Tvis Holstebro                                                  | 3e de la phase régulière                       |
| Ligue européenne                         | Bjerringbro-Silkeborg                                                | 4e de la phase régulière (invité)              |
| Promotions et relégations                |                                                                      |                                                |
| Relégués en 1. Division                  | TMS Ringsted (repêché)                                               | Après 1 saison en HTH Herreligaen              |
| Relégués en 1. Division                  | Aarhus Håndbold (disparaît dans la fusion avec Skanderborg Håndbold) | Après 20 saisons en HTH Herreligaen            |
| Promus de 1. Division                    | Nordsjælland Håndbold                                                | Champion                                       |
| Promus de 1. Division                    | Skive fH                                                             | Vainqueur des play-offs                        |